# Antonio Langella
Pour les articles homonymes, voir Langella.
Antonio Langella (né le 30 mars 1977 à Ercolano en province de Naples) est un footballeur italien, évoluant au poste d'attaquant.

## Biographie
Antonio Langella joue au football dans l'équipe amateur de Sorso en Sardaigne où a déménagé sa famille. Il y joue de 1993 à 1994. Il est repéré par l'équipe de Castelsardo, toujours chez les amateurs, qui l'embauche. Langella va y rester cinq ans, de 1994 à 1999, totalisant 18 buts en 114 matchs. En 1999, il est embauché en Serie C2 par l'ASD Torres Calcio. Il est titulaire en attaque avec le club qui va remporter la Serie C2 et monter en Serie C1 : Langella joue 31 matchs et marque 5 buts. Sa première saison en Serie C1 est particulièrement réussie avec 9 buts en 27 matchs. Le club termine à une bonne 7e place. Il joue la première moitié de la saison 2001-02 à l'ASD Torres Calcio, où il marque 6 buts en 19 matchs, avant de signer en mars 2002 pour le plus gros club de l'île, le Cagliari Calcio, alors en Serie B, à 25 ans déjà. Lors de sa première moitié de saison, il ne joue que 5 matchs, sans marquer. Le club termine 12e de Serie B.
Il est titulaire lors de sa deuxième saison au Cagliari Calcio, 2002-03, où il enchaîne les bonnes performances, inscrivant 5 buts en 30 matchs. L'équipe termine 8e et Langella est un pion essentiel de l'équipe. L'année suivante, bien qu'elle soit moins réussie personnellement, il obtient la montée en Serie A avec le club en remportant en prime le championnat. Langella marque 7 buts en 29 matchs. Il débute donc dans l'élite lors de la saison 2004-05, le 12 septembre 2004, à 27 ans : le club sarde fera un très bon championnat, conclu à la 10e place, et Langella, avec 6 buts en 32 matchs, sera l'une des révélations tardives de la saison. Il est souvent utilisé comme joker, en rentrant durant le match et retournant souvent la situation. Son excellente saison culmine par sa sélection en équipe d'Italie sous les ordres de Marcello Lippi en février 2005 : il participera à trois matchs amicaux contre la Russie (2-0), l'Islande (0-0) et l'Équateur (1-1).
Antonio Langella restera deux saisons supplémentaires dans la capitale sarde, obtenant une 14e et 17e place, mais ses prestations seront moins convaincantes. À sa décharge, une série de blessures qui l'empêche de jouer avec régularité. Lors de la saison 2005-06 il marque 2 buts en 24 matchs et lors de la saison 2006-07, il joue 16 matchs sans marquer. Après cinq saisons au Cagliari Calcio, Langella est transféré à l'Atalanta, toujours en Serie A, pour la saison 2007-08. Là, l'attaquant va réussir à se relancer en inscrivant 8 buts en 27 matchs, son record de buts en Serie A. L'équipe finira à la 9e place. Sans contrat à la fin de la saison, il signe pour 4 ans à l'Udinese Calcio. Il est toutefois immédiatement prêté au Chievo Vérone pour la saison 2008-09, avec possibilité de renouvellement du prêt. Langella fait une saison moyenne, avec 2 petits buts en 22 matchs, alors que le club peine à se sauver (16e).
À l'été 2009, il passe chez les promus de l'AS Bari en copropriété avec l'Udinese Calcio. Sa saison sera toutefois un échec: titulaire en début de saison, il ne joue plus à partir de novembre, l'entraîneur ne semblant plus compter sur lui. Il n'aura joué au total que 9 matchs sans buts.

## Palmarès
- 1 championnat de Serie B (D2) : 2003-2004 avec le Cagliari Calcio
- 1 championnat de Serie C2 (D4) : 1999-2000 avec l'ASD Torres Calcio